# ABEMA SPECIAL
ABEMA SPECIALチャンネル（アベマスペシャルチャンネル）は、株式会社AbemaTVの運営するインターネットテレビ局「ABEMA」におけるチャンネルの1つ。

## 概要
2016年4月11日開局からある旗艦チャンネル。テレビ朝日報道局が製作を請け負う「ABEMA NEWSチャンネル」と異なりほぼすべての番組をAbemaTVが製作。オリジナルのバラエティ番組を中心に配信する。立ち上げ当初は生配信番組をラインナップしていたが、のちに縮小。2017年4月より毎日夜9時のゾーン枠を「AbemaGOLDEN 9」（アベマゴールデンナイン）として設けていた が、こちらも2020年春までに大半の番組が終了し事実上消滅している。
AbemaTVのサービス名がABEMAに変更された4月11日を境に、チャンネル名が『AbemaSPECIAL』からすべて大文字の『ABEMA SPECIAL』に変更。
2020年7月現在、常設チャンネルとして「ABEMA SPECIAL」、「ABEMA SPECIAL 2」（旧称：SPECIAL PLUS）、「ABEMA GOLD」（旧称：SPECIAL PLUS 2）が存在する。
また臨時チャンネルとして、「Premier」「EXTRA」「XX」「DELUXE」（旧称：SPECIAL PLUS○、AbemaSPECIAL○）、
特番用チャンネルとして、
「ABEMA SPECIAL 0」「臨時GOLD」が設置される。

## 主なオリジナル番組

### ABEMA SPECIAL
帯番組および土・日曜日連続配信の番組
- Abema レディー → チューモク!（時間など不定期） - AbemaTVオリジナル番組を告知するミニ番組。2021年以降はチューモク!に改題。時間も15分番組となった。
- スマホエクササイズ〜1日3分アベマ体操〜（時間など不定期） - スマートフォンを持ちながら専門のインストラクターと体操するミニ番組である。他のチャンネルも早終了時にリピート配信あり。
- ダイキン空気予報（月 - 日、時間など不定期[注 1]、2021年3月29日 - ） - ダイキン工業の一社提供番組。インターネット気象情報番組「ウェザーニュースLiVE」のキャスターが担当する[3]。
- アベマショッピング（不定期）

月曜日
- 今日、好きになりました。（22時00分 - 23時00分、2017年10月16日[注 2] - ）

- ハイティーンバイブル（23時00分 - 23時50分、2024年3月8日[4][5] - ）MC：みちょぱ(池田美優)、森香澄
- 今日、全力でやってみた。（23時00分 - 23時45分、2024年11月18日 - ）出演：今日好きメンバー

火曜日
- 恋する♥週末ホームステイ（22時00分 - 23時00分、2017年10月17日 - ）[注 3]
- パパラピーズのイマっぽTV（22時00分 - 22時45分）

水曜日
- FANTASTICSのイケメンを、壊したい！（21時00分 - 22時00分、2025年2月5日 - ）出演：FANTASTICS
- ラブパワーキングダム〜恋愛強者選挙〜（22時00分 - 23時00分、2025年2月19日 - ）MC：せいや、YOU、岩田剛典、谷まりあ
- シャッフルアイランド（22時00分 - 22時45分）
- CHANCE & CHANGE（23時00分 - 24時00分、2024年3月27日 - ）MC：狩野英孝、瀧山あかね（ABEMAアナウンサー）[6]
- チャンス学校チェンジ科（23時00分 - 24時00分、2024年6月26日 - ）MC：オズワルド伊藤俊介、ベッキー、瀧山あかね（ABEMAアナウンサー）
- デマ投稿を許さない（23時30分 - 23時55分）[7]

木曜日
- ラップスタア誕生（21時00分 - 21時45分）
- MILLENNIAL /ミレニアル（21時00分 - 21時34分）
- Dark Idol（21時00分 - 22時00分、2024年6月20日 - ）[8]
- MANGA VIBLE - 人生を変えた激推しマンガ（2023年1月19日 - 、23時30分 - 23時45分）[9]

金曜日
- 有田哲平の引退TV（2022年11月25日 - 、21時00分 - 21時30分）[10]
- キャリアドラフト（21時00分 - 21時30分、2023年10月6日 - ）
- For JAPAN（21時30分 - 22時00分、2024年4月5日 - ）BS11から移籍[11]
- 私たち結婚しました（23時00分 - 23時30分）[12]
- ONE LIVE（23時00分 - 23時30分）
- パーラーカチ盛り ABEMA店（23時00分 - 23時30分）

土曜日
- 格闘DREAMERS（21時00分 - 21時40分）
- 高校生カップルコンテスト（22時00分 - 22時30分）
- BAZOOKA!!!（23時00分 - 23時45分）
- 空気階段ドキュメンタリー クズの恩返し（23時30分 - 0時00分）[13]
- GENERATIONS高校TV（21時00分 - 22時00分、2017年4月9日-）[注 4][14][注 5]
- ナオキマンの都市伝説ワイドショー（22時00分 - 22時40分、2025年3月15日 - ）MC：NaokimanShow

日曜日
- 青春スチャラカ学園（21時30分 - 22時00分）
- オオカミくんには騙されない（22時00分 - 23時00分）[15]
- ABEMA Queen Of Poker（22時00分 - 23時00分、2024年6月2日[16] - ）
- 恋愛ドラマな恋がしたい（22時00分 - 23時00分）[17]
- 隣の恋は青く見える（22時00分 - 23時00分）
- チャンスの時間（2018年4月18日 - 、23時00分 - 24時00分）

特別番組
- TOKYO METROPOLITAN ROCK FESTIVAL 2016 suppoted by AbemaTV（2016年 - 毎年配信）
- よゐこのカラダで調べる7〜8の事（2016年 - 不定期配信）
- AbemaTV AWARDS（2016 − 年末配信）
- フィギュアベマ（2016 − 不定期配信）
- ももいろ歌合戦（2017 − 毎年12月31日）
- AbemaTV presents ワタナベお笑いNo.1 決定戦（初回2017年2月23日、毎年）
- やぐフェス（初回2017年12月3日、毎年第1週日曜）
- いつでもどこでも生テレビ（2018年12月19日）不定期配信
- 【渋谷公開スタジオ】UDAGAWA BASE生放送特番（2019年4月11日 − ）不定期配信
- 石橋貴明プレミアム（2018年8月19日 - ）不定期配信
- 乃木坂46時間TV
- ＃タメノミ 〜同学年ドリーム飲み会〜（配信日時：2020年5月1日(金) 21:00 〜 23:00）
- JCJK流行語大賞2020～女子中高生・流行の最先端はコレだ！～（配信日時：2020年11月30日(月) 20:00 〜 21:00）
- 日向坂46クリスマスライブ直前特番〜リハの合間もアザトカワイクしちゃうぞSP〜（配信日時：2020年12月23日（水）21:00～22:00）
- モッフンニョ☆ツーリスト（配信日時：2021年1月9日（土）21:30～23:00）
- ZOC第二幕〜2021年へ重大発表＆MV超超先行公開特番（配信日時：2020年12月4日（金）22:30～23:30）

### ABEMA SPECIAL 2
- 徹の部屋（2016年、毎月日曜配信、21:00 - 23:00）
- 極楽とんぼのタイムリミット（毎月第二日曜配信、22時00分 - 24時00分、2019年5月12日- ）
- 7.2 新しい別の窓（毎月第1週日曜配信、17時00分 - 0時15分、2018年4月1日- ）[18]
- ONE DAY〜私の「いつか」を叶える旅〜 by Biotrue ONEday（2018年 - 不定期配信）
- フレンドリー・バイきんぐ（2019年2月23日、3月2日、8月31日、9月7日。2020年2月29、3月7日）不定期配信
- イケてるヤツならアソバナイト（2019年3月19日火曜日、22:00 - 23:00）
- 恵比寿マスカッツ 真夜中の運動会（2019年10月1日火曜日、23:00 - 23:30）
- 学生イノベーションバトル そのヒラメキで世界を変えろ（2019年12月7日土曜日、21:30 - 22:00）
- ドライブ×女子（2020年3月22日日曜日、23時00分 - 0時00分）
- 藤森・チョコプラの買えるABEMA 〜プロの逸品を手に入れろ！〜（23時00分 - 0時00分）
- モデルプレスカウントダウン（金曜日、23:30 - 0:00）
- 神崎恵の人生を変えるプロ級100メソッド（日曜日、23:00 - ）[19]
- 愛、足りてますか?（2022年11月27日、日曜日、23:30- 、）[20]
- FC町田ゼルビアをつくろう〜ゼルつく〜（月曜日、21:30 - 22:00）

特別番組
- 豆柴の大群 はじめてのアルバム「スタート」リリース特番（配信日時：2020年6月10日（水）21:00～22:00）
- リリース記念ドキュメンタリー特番～また、あなたと一緒に歩きたい～』（配信日時：2020年7月22日（水）19:00～20:00）
- リアルタイムドッキリ！今夜あなたも共犯者 今日は芸人最悪の日！（配信日時：2020年10月17日（土）20:00～23:00）
- 白石麻衣卒業特番〜サヨナラまでの過ごし方〜（配信日時：2020年10月27日（火）20:00～22:00）
- SCANDALリリース記念特番（配信日時：2020年11月13日（水）19:00～20:00）
- 9thバースデーライブ直前！乃木坂脱出ゲーム～46の謎と7つの部屋〜（配信日時：2021年2月21日（日）22:00～24:00）
- 長渕剛LIVE＆トークセッション「君たちが未来だ！長渕剛が遺すメッセージ」（2023年3月24日-26日）[21]

### ABEMA GOLD
- KANCOS HOLIC（月曜22時30分-23時30分、2018年8月20日-）
- バラエティーステーションpresented by テレ朝（日曜20時00分 - 24時00分）
- #乃木坂世界旅 今野さんほっといてよ!（毎月土日曜21時00分-24時00分、2019年10月12日-）

特別番組
- 家₋1グランプリ2020~お笑い自宅芸No.1決定戦~（2020年5月3日(日) 22:00 〜 5月4日(月) 01:00）
- QUIZOOM（2020年5月4日(月) 22:00 〜 23:00）